# Hirschler Teich
Der Hirschler Teich ist eine historische Talsperre östlich von Clausthal-Zellerfeld. Er wurde im Zusammenhang mit dem Oberharzer Wasserregal von Oberharzer Bergleuten im 17. Jahrhundert angelegt und vor allem im Laufe des 18. Jahrhunderts mehrfach ausgebaut und erhöht. Für den Silberbergbau in Clausthal war er der wichtigste Kunstteich. Heute hat er noch eine bedeutende Funktion als Trinkwasserteich für die Stadt Clausthal-Zellerfeld. Wie alle Bauwerke des Oberharzer Wasserregals ist auch der Hirschler Teich seit dem Jahr 2010 Bestandteil des UNESCO-Weltkulturerbes Bergwerk Rammelsberg, Altstadt von Goslar und Oberharzer Wasserwirtschaft.

## Lage
Der Teich liegt etwa 2,5 Kilometer östlich des Stadtzentrums von Clausthal. Er ist nur zu Fuß erreichbar. Der Hirschler Teich ist der oberste Teich in der sogenannten „Pfauenteichkaskade“. Unterhalb liegen der Obere Pfauenteich, der Mittlere Pfauenteich und der Untere Pfauenteich. Des Weiteren befindet sich weiter unterhalb der Eulenspiegler Teich und schließlich, ca. 10 Kilometer weiter nordwestlich, die Innerstetalsperre.

## Beschreibung
Wie bei allen Oberharzer Teichen im Raum Clausthal-Zellerfeld wurde der Staudamm als Erdbauwerk, das heißt mit einer Erd- und Felsschüttung erstellt. Dieses Dammschüttmaterial wurde örtlich gewonnen und ist von überwiegend steiniger Substanz. Verdichtungsarbeit wurde nicht durchgeführt, zumindest liegen darüber keine Abrechnungsunterlagen vor. Das erklärt auch, warum sich die Dämme auch heute, nach mehr als 300 Jahren, immer noch um mehrere Millimeter im Jahr setzen. Die Dichtung wurde an der wasserseitigen Böschung vorgesehen und besteht aus Rasensoden. Sein Grundablass (Striegel) wurde 1725/26 zur „Neuen Bauart“ umgebaut und verfügt über einen Striegelschacht. Das Rohr ist noch als historisches Holzgerenne konstruiert. Der Grundablass befindet sich seit 1725 nicht mehr an der tiefsten Stelle des Teiches; es verbleibt ein Totraum von etwa 500 m³. Bis Anfang des 20. Jahrhunderts gab es noch eine höhere Entnahmemöglichkeit, den „Oberen Fall“, der etwa die obersten zwei Meter des Stauraumes der Grube Caroline zuführen konnte. An der luftseitigen Böschung ist noch der Zugang zum Schieber in Form eines Trockenmauergewölbes mit Tür zu erkennen.

## Bauwerkshistorie
In den Akten des Niedersächsischen Bergarchives sind viele Dokumente und Niederschriften bezüglich des Hirschler Teiches erhalten. Teilweise existieren selbst Lohnabrechnungen der Bauhandwerker. Daher können viele Maßnahmen der vergangenen Jahrhunderte nachvollzogen werden.
Die erste Errichtung des Hirschler Teiches ist um 1660 anzunehmen. Es folgten mehrere Erhöhungen, zunächst im Jahr 1711 um einen Lachter (1,92 m), dann 1738/39 um einen weiteren Lachter und schließlich 1755 um ¼ Lachter (0,48 m). Für diese letzte Erhöhung wurden 25.000 Rasensoden (etwa 350 m³) und 19.850 m³ Dammschüttmaterial aus örtlich anstehendem Boden aufgewendet. 1725/26 erforderte eine Undichtigkeit eine Sanierung der Rasensodendichtung durch Einbau von 242.000 Rasensoden (ca. 3000 m³) vor das vorhandene Rasenhaupt. Bei dieser Gelegenheit erfolgte der Umbau in die Neue Bauart mit einem Striegelschacht in der Dammmitte für die Grundablasskonstruktion.
Der Huttaler Wasserlauf zur Heranführung von weiterem Wasser aus dem südlich gelegenen Söse-Einzugsgebiet wurde 1763 bis 1767 aufgefahren und 1764 das Rasenhaupt an den beiden Dammenden erhöht und verlängert.
Sturmschäden am Dammkörper erforderten 1765 Reparaturarbeiten, des Weiteren wurden Dammsetzungen von ¼ Lachter mit „Röschenbergen“ ausgeglichen. Eine Wellenschutzmauer wurde gebaut. 1766 wurde festgestellt, dass der Stauraum Wasser in Richtung des östlich gelegenen Schachtes Amalia (Position) verliert. Die Wegsamkeit wurde eingedichtet. Im Jahr 1766 wurde das Striegelgerenne Oberer Fall tiefer gelegt. Ein Jahr später entschied man sich, den Damm auf seiner gesamten Länge zur Luftseite hin um ½ Lachter (0,96 m) zu verstärken.
1832 erforderte eine Striegelundichtigkeit eine Totalabsenkung zur ausführlichen Inaugenscheinnahme und Dokumentation des Striegelschachtes. Die erste Heberleitung zur Trinkwasserentnahme der Stadtwerke Clausthal-Zellerfeld wurde im Jahr 1907 eingebaut. Für eine Striegelreparatur musste der Teich 1961 erneut komplett entleert werden. 1988 wurde eine erneute Totalabsenkung nötig. Dabei kam es zur Erneuerung des Siebkastens am Einlauf des Grundablasses, Reparatur der Wellenschutzmauer, Sanierung der Striegelwiderwaage und Sockelerhöhung des Striegelhauses. Die Auszimmerung des Striegelschachtes und der Zustand des Auslaufgerennes wurden geprüft. Ein neues Striegelhaus wurde 1993 gebaut. Im gleichen Jahr wurde die Gewölbekammer Oberer Fall am luftseitigen Dammfuß, westliches Ende, wieder hergerichtet.
Für Arbeiten an den Grundablässen wurde der Teich 2010 erneut komplett entleert. Der Schachtausbau des Striegelschachtes wurde auf den obersten drei Metern geraubt und durch eine neue Vollschrotzimmerung aus Eiche ersetzt. Eckleisten wurden eingebaut, der Siebkasten instand gesetzt. Durch horizontalen Rohrvortrieb erfolgte der Einbau einer weiteren Entnahmeleitung DN 300, die vorrangig der Rohwasserentnahme für das Wasserwerk dienen, aber auch als zweiter Grundablass fungieren sollte. Die Heberleitung von 1929 wurde außer Betrieb genommen.

## Einzugsgebiet und Beileitungen

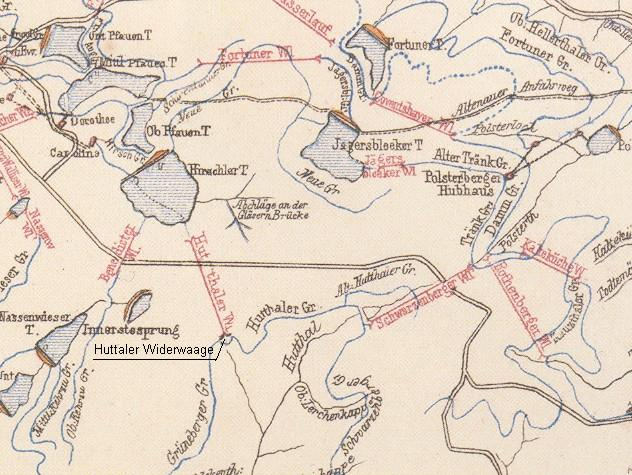
Der Hirschler Teich und seine Beileitungen

Das Einzugsgebiet des Hirschler Teiches besteht fast ausschließlich aus Wald; nur in seiner Peripherie wird es von der Bundesstraße B 242 angeschnitten.
Im Verhältnis zu seinem Einzugsgebiet ist der Teich sehr groß. Sein Ausbaugrad beträgt über 1,0; das heißt, bei mittleren Verhältnissen dauert es länger als ein Jahr, um ihn zu füllen. Um den Zufluss zu erhöhen, wurde einerseits der Hirschler Graben (auch „Neue Graben“ genannt) angelegt, der aus Richtung Nordosten weiteres Wasser heranführte, was aber nur zur nassen Jahreszeit erfolgreich gewesen sein dürfte. Aus Richtung Südosten konnte Wasser aus der Huttaler Widerwaage über den Huttaler Wasserlauf eingespeist werden. Dort sammelte sich Wasser aus dem Huttaler und Schwarzenberger Graben, über den Schwarzenberger Wasserlauf konnte darüber hinaus Wasser aus dem Kautzthaler Graben, dem Tränkegraben, vor allem aber aus der Polsterberger Hubkunst herangeführt werden. Schließlich konnte über den Benedikter Wasserlauf auch der Obere Kehrzuggraben Wasser aus Südosten herbeibringen. Der extrem hohe Aufwand, der zur Heranführung von weiterem Wasser getrieben wurde, unterstreicht die hohe Bedeutung des Hirschler Teiches für den Clausthaler Bergbau.

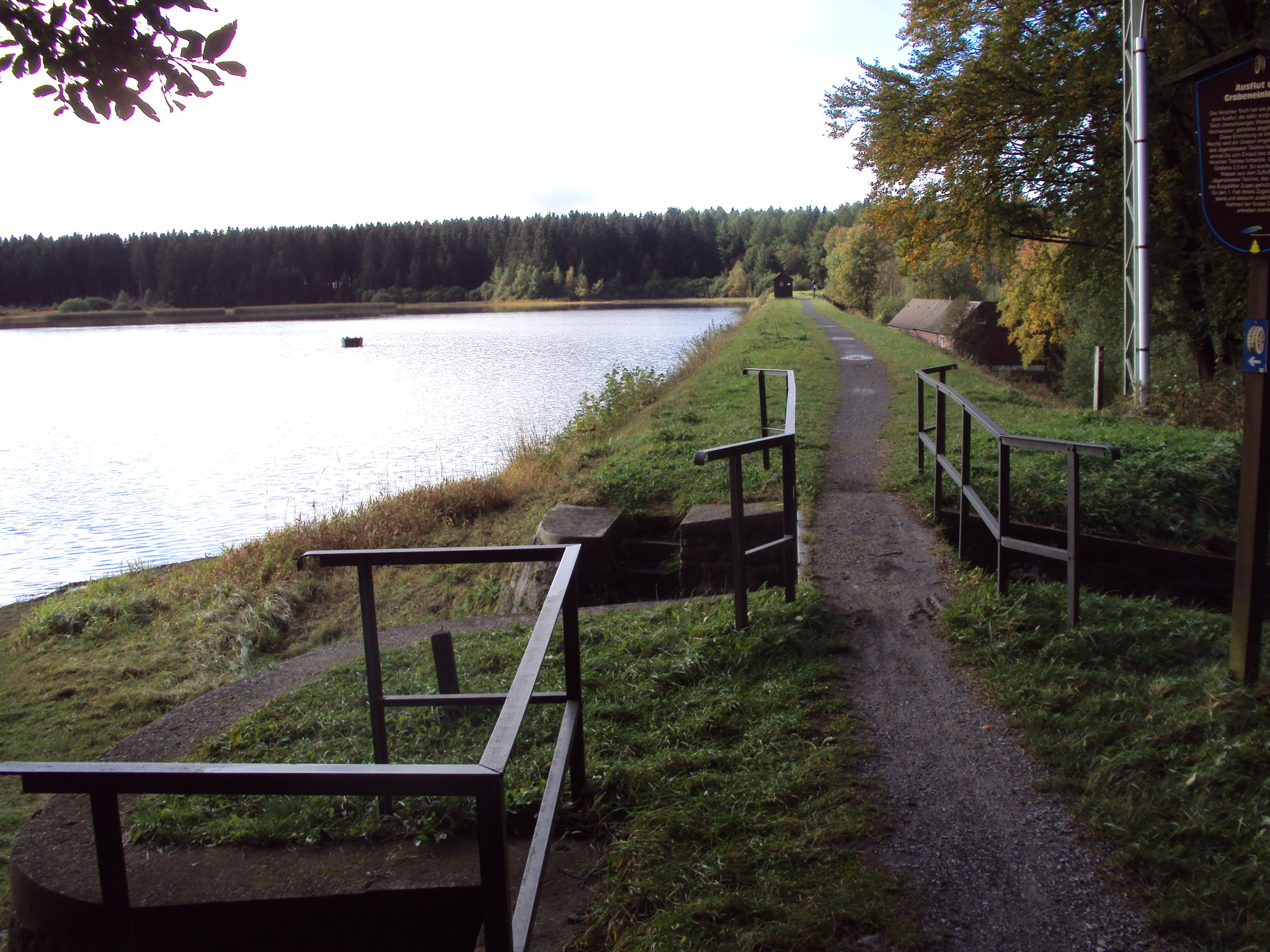
Hirschler Teich, Damm und Wasserfläche

Heute gibt es nur noch eine Verbindung zur Huttaler Widerwaage, die aber selten Wasser in den Hirschler Teich speist, vor allem da die Polsterberger Hubkunst nicht mehr betrieben wird. Der Hirschler Teich erhält seine Zuflüsse aus seinem 0,81 km² kleinen Einzugsgebiet. Das Betreten des Einzugsgebietes, wie auch das Umrunden des Teiches ist aufgrund der Wasserschutzgebietsverordnung nicht gestattet. Obwohl sich in diesem Bereich die Quelle des Zellbaches befinden muss, sucht man einen ausgeprägten Zufluss vergebens. Er besteht neben dem unterirdischen Zustrom aus vielen winzigen Quellflüssen.

## Versorgung der Grube Caroline
Die Grube Caroline war einerseits im 18. Jahrhundert eines der ergiebigsten Bergwerke in Clausthal, andererseits lag sie sehr hoch im Gelände, sodass eine Versorgung mit Aufschlagwasser besonders schwierig war. Das Kehrrad, das dicht bei der Grube stehen musste, konnte nur über den „Oberen Fall“ versorgt werden; eine am westlichen Dammende vorgesehene Entnahme, mit der etwa die obersten zwei Meter des Stauraumes entnommen und der Grube Caroline zugeführt werden konnten. Wenn die obersten zwei Meter des Stauraumes verbraucht waren, tauchte aus dem Stauraum ein sonst überfluteter Graben (Caroliner Kunstgraben, erstellt 1749) auf, der zumindest noch das Wasser aus dem Huttaler Wasserlauf sowie einige winzige Quellbäche aus der Strecke dem Oberen Fall und damit der Grube Caroline zuführen konnte.

## Hungersteine

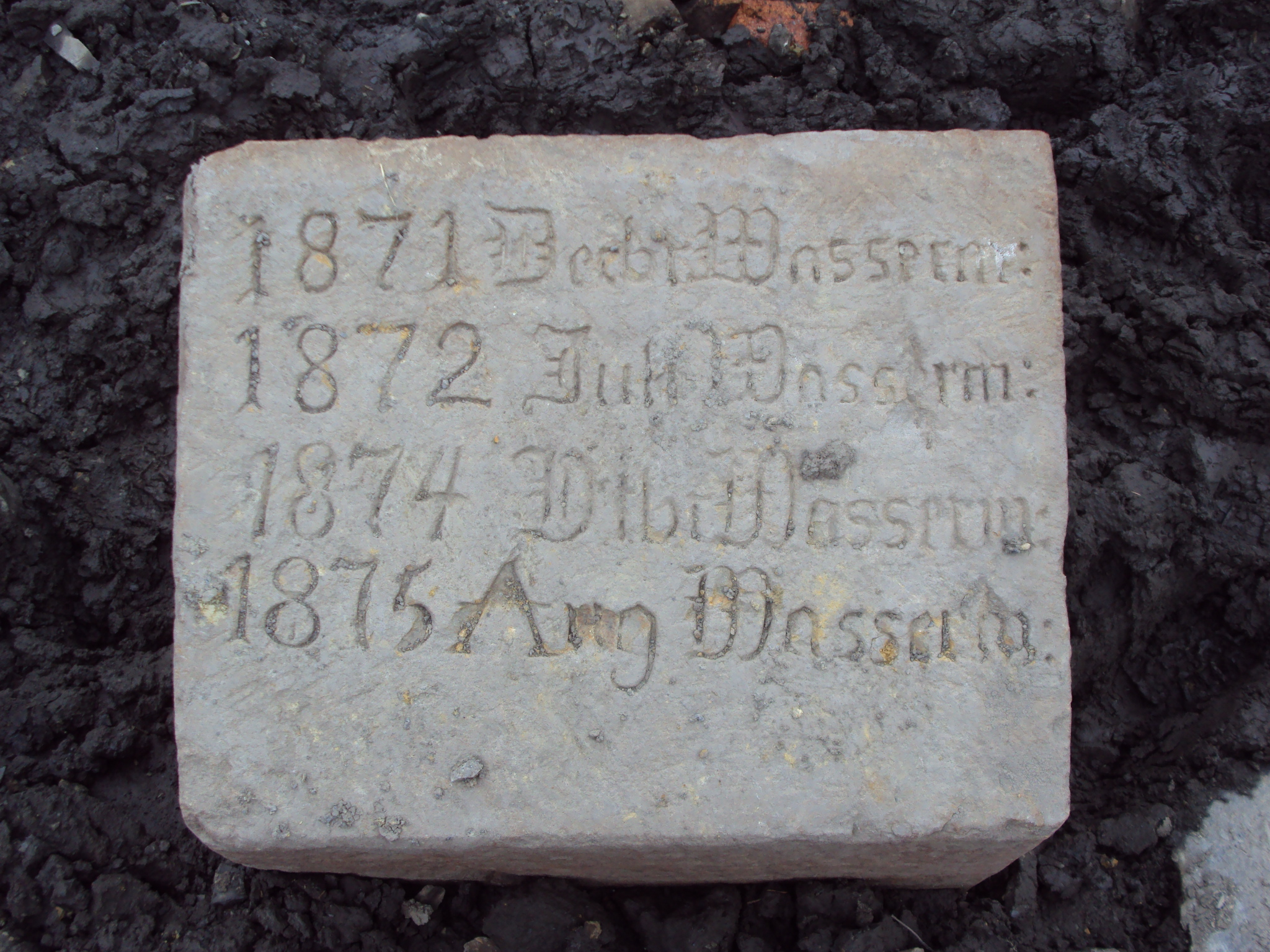
Hungerstein im Hirschler Teich, 1870er Jahre

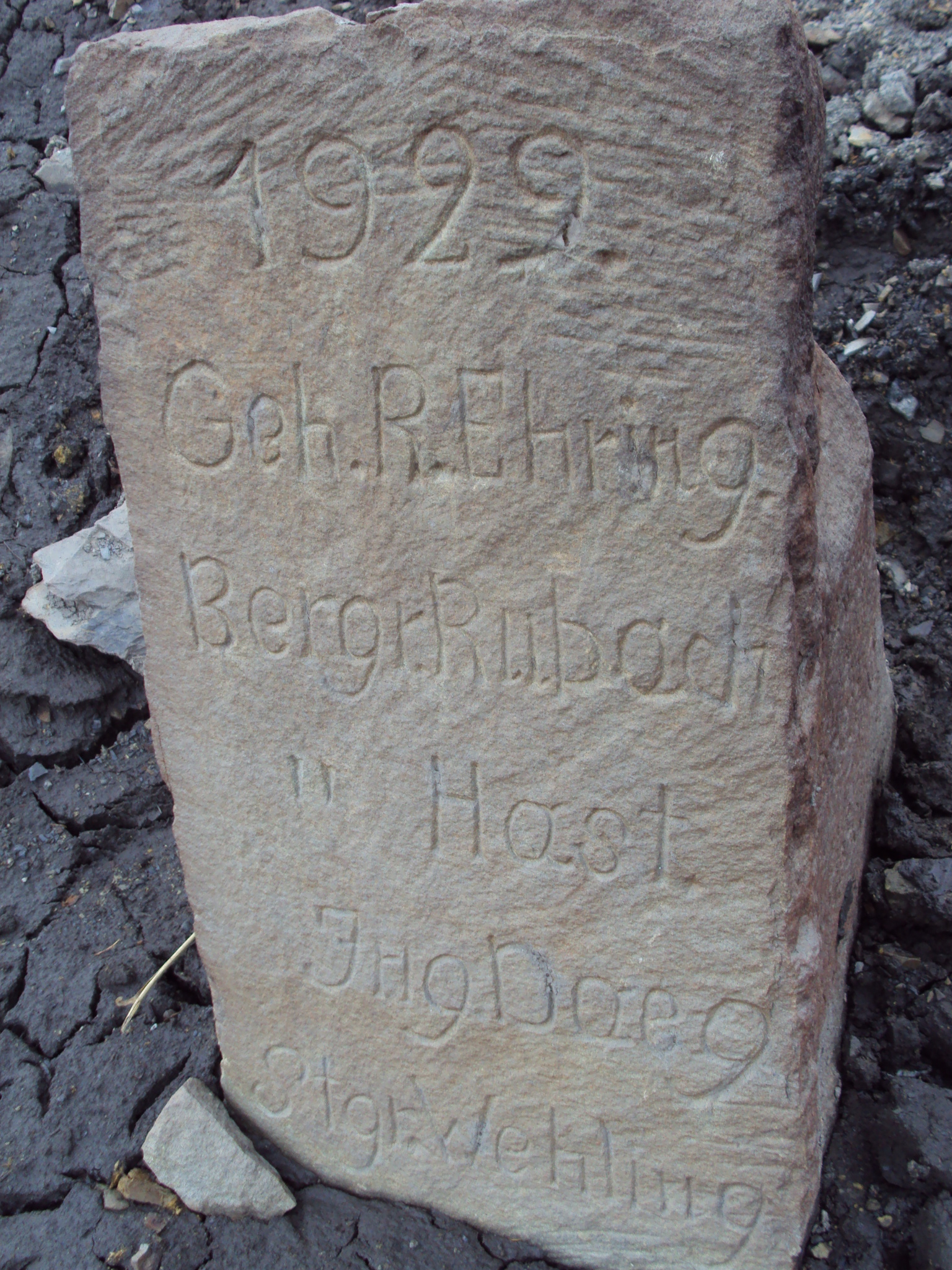
Hungerstein im Hirschler Teich aus dem Jahr 1929

Der Hirschler Teich ist der einzige der Oberharzer Teiche, auf dessen Grund Hungersteine liegen. Der älteste stammt aus dem Jahre 1767 und trägt neben dem Datum die Aufschrift „Wassermangel“. Anschließend wurden noch 10 bis 12 weitere Hungersteine auf dem trockenen Teichgrund im Bereich des Siebkastens abgelegt, wobei die meisten eine Striegelreparatur erwähnen und die Namen der jeweils verantwortlichen Personen tragen. Sichtbar werden sie nur bei leerem Teich.

## Sonstiges
In den 1950er und 1960er Jahren befand sich am Westufer ein Pumpwerk, mit dem bis zu 375 l/s Wasser aus dem Hirschler Teich über den Benedikter Wasserlauf (entgegen seiner ursprünglichen Fließrichtung) in Richtung Oberer Nassenwieser Teich gepumpt werden konnte. Es wird nur sehr selten in Betrieb gewesen sein, zumal der Obere Nassenwieser Teich sich ähnlich schnell füllt wie der Hirschler Teich. Heute sieht man am östlichen Mundloch des Benedikter Wasserlaufes noch Spuren dieser Anlage.
Auf dem Teichgrund besteht, vor allem am Westufer, eine seltene Strandlingsvegetation, die auf wechselnde Wasserstände angewiesen ist. Im Teich gibt es eine ebenso seltene Edelkrebspopulation.
Stauraum und Einzugsgebiet sind heute als Trinkwasserschutzgebiet besonders geschützt und dürfen nicht betreten werden. Baden und Angeln ist verboten. Wenn der Wasserstand des Teiches durch die Trinkwasserentnahme zu weit gefallen ist, kann über eine Pumpe und Rohrleitung zusätzlich Wasser aus dem weiter nordöstlich gelegenen Fortuner Teich übergepumpt werden.
Der Huttaler Wasserlauf hat heute vor allem noch eine wichtige Funktion zur Hochwasserentlastung. Da sein Gefälle in Richtung Huttal verläuft, kann Hochwasser aus dem Teich in Richtung Huttaler Widerwaage abgeleitet werden, wo es dann in Richtung Sösetalsperre fließt. Damit werden die darunter liegenden Pfauenteiche und das Stadtgebiet von Clausthal entlastet.

## Bilder

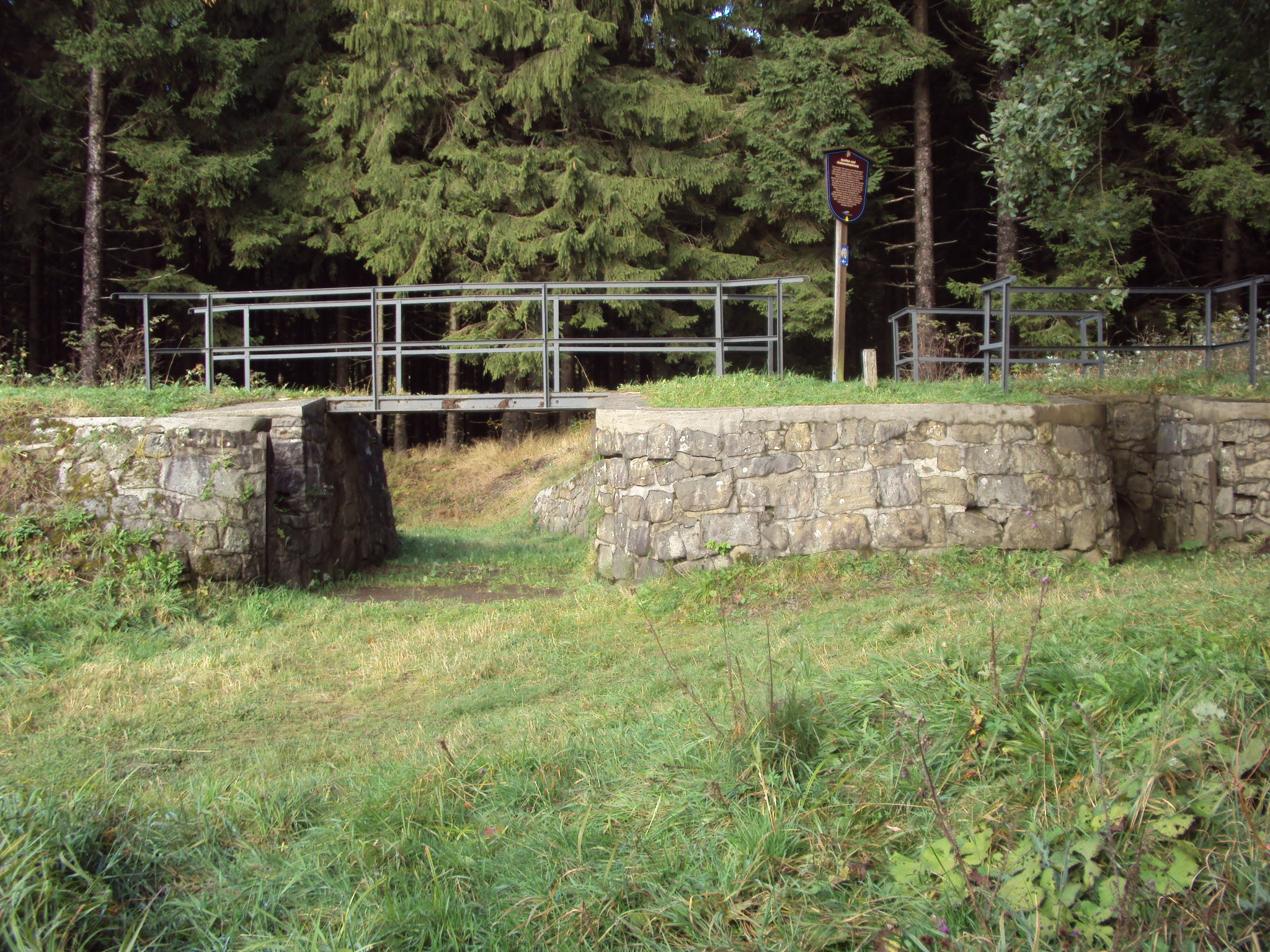
Hirschler Teich, Hochwasserentlastungsanlage und Beileitung Hirschler Graben
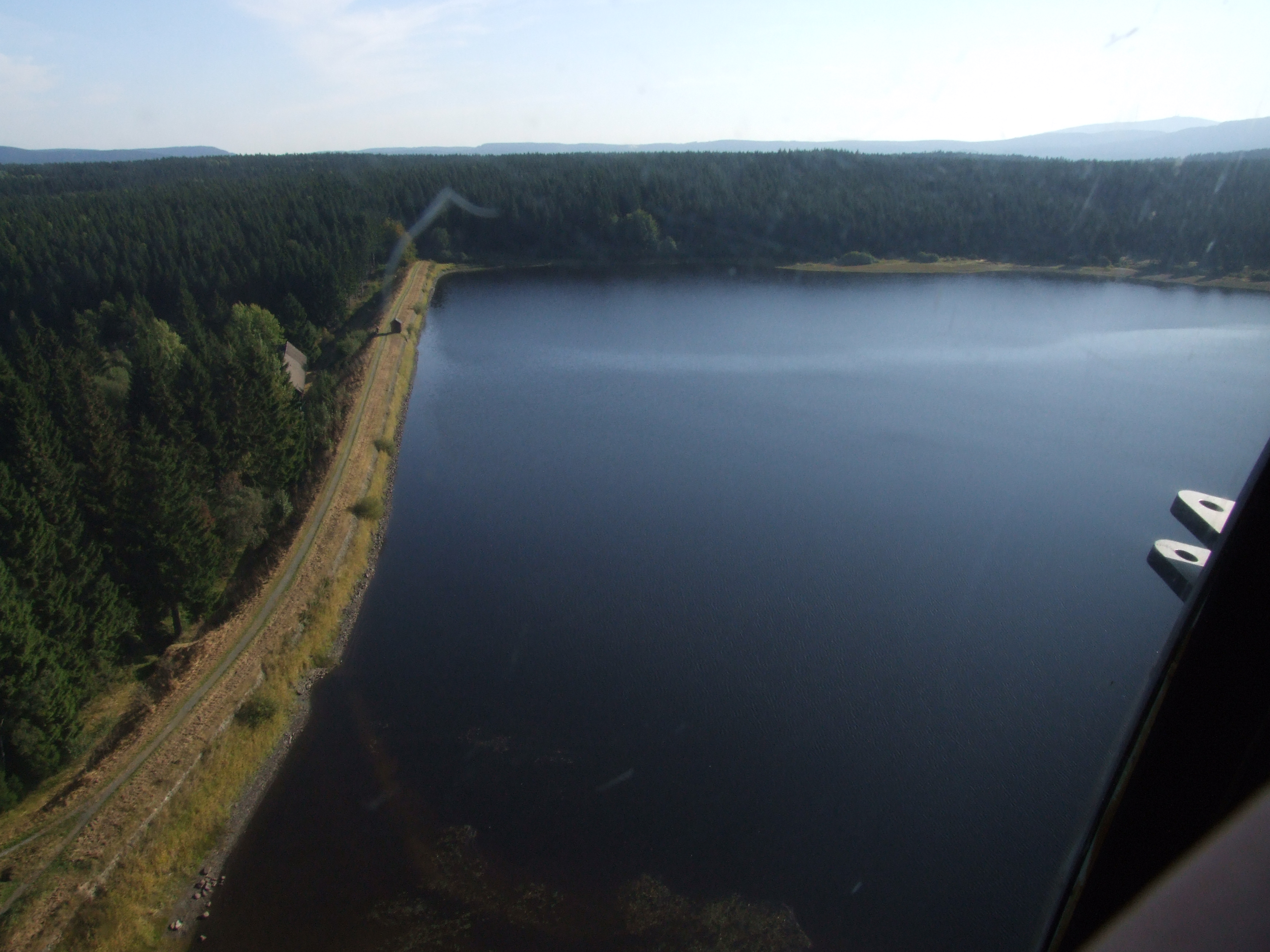
Hirschler Teichdamm und Wasserfläche, Ansicht von Südwesten (2009)
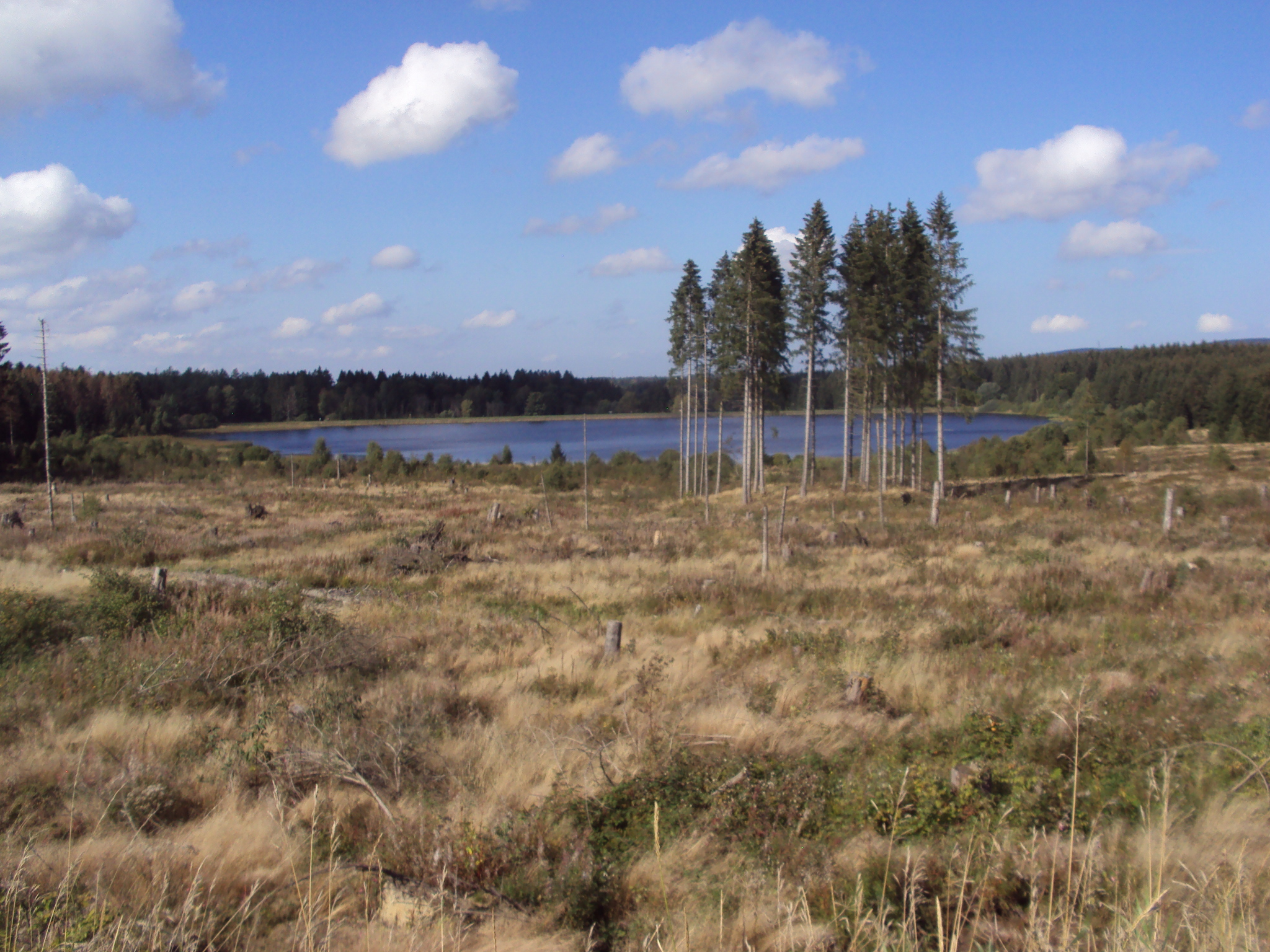
Blick aus Südosten auf die Wasserfläche und den Damm des Hirschler Teiches